# Jorinde Müller
Jorinde Müller (ur. 2 października 1993 r.) – szwajcarska narciarka dowolna, specjalizująca się w skicrossie, która starty w Pucharze Świata rozpoczęła w 2011 r. Występowała także w zawodach FIS Race oraz Pucharu Europy. Była uczestniczką igrzysk olimpijskich w Soczi w 2014 roku, zajmując 25. miejsce.

## Osiągnięcia

### Igrzyska olimpijskie
| Miejsce | Dzień     | Rok  | Miejscowość | Konkurencja | Wynik      | Zwyciężczyni      | Źródło |
| ------- | --------- | ---- | ----------- | ----------- | ---------- | ----------------- | ------ |
| 25.     | 21 lutego | 2014 | Roza Chutor | skicross    | 1/8 finału | Marielle Thompson | [ 1 ]  |

### Mistrzostwa świata
| Miejsce | Dzień    | Rok  | Miejscowość | Konkurencja | Wynik | Zwyciężczyni | Źródło |
| ------- | -------- | ---- | ----------- | ----------- | ----- | ------------ | ------ |
| 4.      | 10 marca | 2013 | Oslo        | skicross    | finał | Fanny Smith  | [ 2 ]  |

### Puchar Świata

#### Pozycje w klasyfikacji generalnej
| Sezon     | Miejsce | Punkty |
| --------- | ------- | ------ |
| 2011/2012 | 189     | 0      |
| 2012/2013 | 121     | 8      |
| 2013/2014 | 55      | 21     |

#### Pozycje w poszczególnych zawodach

##### Skicross
| Sezon 2011/2012                                                       |                   |                          |                     |                           |                    |                      |                      |              |                         |                 |           |                     |        |        |         |         |         |         |         |
| Innichen 17.12                                                        | Innichen 18.12    | St. Johann in Tirol 7.01 | L’Alpe d’Huez 11.01 | Les Contamines 15.01      | Blue Mountain 3.02 | Bischofswiesen 25.02 | Bischofswiesen 26.02 | Branäs 13.02 | Punkty                  | Punkty          | Punkty    | Punkty              | Punkty | Punkty | Pozycja | Pozycja | Pozycja | Pozycja | Pozycja |
| 36                                                                    | 29                | -                        | -                   | -                         | -                  | -                    | -                    | -            | 2                       | 2               | 2         | 2                   | 2      | 2      | 53      | 53      | 53      | 53      | 53      |
| Sezon 2012/2013                                                       |                   |                          |                     |                           |                    |                      |                      |              |                         |                 |           |                     |        |        |         |         |         |         |         |
| Nakiska 8.12                                                          | Telluride 13.02   | Val Thorens 19.12        | Innichen 23.12      | Contamines-Montjoie 12.01 | Megève 16.01       | Grassgehren 2.02     | Grassgehren 3.02     | Soczi 19.02  | Szpindlerowy Młyn 24.02 | Åre 16.03       | Åre 17.03 | Sierra Nevada 24.03 | Punkty | Punkty | Punkty  | Punkty  | Pozycja | Pozycja | Pozycja |
| -                                                                     | -                 | 18                       | 18                  | 16                        | 29                 | -                    | -                    | 7            | -                       | -               | -         | -                   | 79     | 79     | 79      | 79      | 25      | 25      | 25      |
| Sezon 2013/2014                                                       |                   |                          |                     |                           |                    |                      |                      |              |                         |                 |           |                     |        |        |         |         |         |         |         |
| Nakiska 7.12                                                          | Val Thorens 15.12 | Innichen 21.12           | Innichen 21.12      | Val Thorens 16.01         | Val Thorens 17.01  | Kreischberg 25.01    | Arosa 7.03           | Åre 15.03    | Åre 16.03               | La Plagne 23.03 | Punkty    | Punkty              | Punkty | Punkty | Punkty  | Pozycja | Pozycja | Pozycja | Pozycja |
| -                                                                     | 8                 | 18                       | 10                  | 9                         | 18                 | 20                   | -                    | -            | -                       | -               | 146       | 146                 | 146    | 146    | 146     | 14      | 14      | 14      | 14      |
| Legenda                                                               |                   |                          |                     |                           |                    |                      |                      |              |                         |                 |           |                     |        |        |         |         |         |         |         |
| 1 2 3 4-10 11-30 31-100 wyniki anulowane - – zawodnik nie wystartował |                   |                          |                     |                           |                    |                      |                      |              |                         |                 |           |                     |        |        |         |         |         |         |         |